# Renegade (canción)
«Renegade» —en español: «Renegado»— es un sencillo y una canción de la banda estadounidense de rock alternativo Paramore. Fue lanzada el 11 de octubre de 2011 y es la segunda canción de la serie de Paramore Singles Club, que fue anunciado en el día del lanzamiento. 
Se anunció que la banda lanzará tres sencillos hasta el final de 2011 con un sencillo editado por mes, "Renegade", siendo el primero seguido de "Hello Cold World" el 7 de noviembre e "In the Mourning", el 5 de diciembre.
La canción fue grabada junto con el anterior sencillo de la banda, "Monster", durante una sesión de grabación corta con el productor Rob Cavallo, que dio lugar a cuatro canciones que la banda decidió lanzar de forma individual, para que puedan ser compradas exclusivamente en el Club de Singles en su web oficial en vez de lanzarlo por iTunes, y fue presentada por primera vez el 8 de septiembre de 2011 por el 15.º aniversario del sello discográfico Fueled by Ramen.

## Recepción
La canción ha tenido una recepción positiva hasta el momento. Popcrush.com dio a la canción una crítica positiva afirmando que "está llena de vida, es para sentirse bien, una canción que sin duda hará que su bombeo de la sangre y los pies en el suelo", también complementado por el estilo vocal de Hayley Williams, que es "hermoso pero rígido, pero trae un nuevo elemento de auto satisfacción de la colección de canciones de la banda. Es familiar, sin ser demasiado familiar". 
Katherine St Asaph, de Popdust.com, sin embargo, describió la voz de Hayley Williams como "una mezcla bastante baja" pero aun así felicitó a la canción y su producción diciendo que "Renegade es perfectamente lisa, es un power pop perfectamente inmediato. Nada de lo que hace es nuevo para el género;. [...] ni tampoco es un trozo más masivo de pop-punk, o el más feroz o cualquier otro superlativo. Sin embargo, es casi una anomalía". Ella terminó la crítica con una nota muy positiva, dando a la canción una calificación de cuatro estrellas y media de cinco, felicitando una vez más, el trabajo de la banda, alegando que la canción es "lo que mejor sabe hacer Paramore".

## Personal
- Hayley Williams: voz
- Jeremy Davis: bajo
- Taylor York: guitarra